# Thomas Lélu
 (avril 2018).
Si vous disposez d'ouvrages ou d'articles de référence ou si vous connaissez des sites web de qualité traitant du thème abordé ici, merci de compléter l'article en donnant les références utiles à sa vérifiabilité et en les liant à la section « Notes et références ».
Pour les articles homonymes, voir Lélu.
Thomas Lélu, né en 1976 à Seclin, est un artiste plasticien, photographe et romancier français.

## Biographie
Thomas Lélu naît en 1976 à Seclin,.
Il poursuit des études de communication visuelle aux Arts décoratifs de Paris. 
En 2002, il publie aux éditions Al Dante son premier livre intitulé Manuel de la photo ratée.
Claude Closky l'invite à participer à sa première exposition collective à la Fondation Cartier en 2005 puis en 2006 il réalise sa première exposition personnelle à la Galerie Edouard Manet à Gennevilliers. La même année, il est nommé par le critique d'art Jean-Max Colard au Prix Ricard.[réf. nécessaire]
Après l'exposition de groupe Fresh Theory à la Galerie Léo Scheer organisé par Mark Alizart, Thomas Lélu réalise sa première exposition en galerie à la galerie Dominique Fiat. Il participe ensuite à de nombreuses expositions de groupes en France et à l'étranger notamment au Palais de Tokyo, au Musée d'Art Moderne de Paris, au Mac (Marseille), à Attitudes (Genève), à la Villa Arson (Nice), à la Maison Rouge (Paris), galerie Yvon Lambert, Cosmic Galerie, Praz Delavallade, Galerie G-P. & N. Vallois…[réf. nécessaire]
En parallèle de son activité de plasticien, Thomas Lélu publie son premier roman Je m’appelle Jeanne Mass en 2005 qui est retenu dans la sélection finale du prix de Flore (il est alors vivement[non neutre] soutenu par Frédéric Beigbeder)[réf. nécessaire]. Le roman fait polémique et divise la critique. . Puis peu de temps après, la chanteuse Jeanne Mas intente un procès pour utilisation de son nom à des fins commerciales. Elle perd son procès et le cas fait jurisprudence.  
Thomas Lélu publie un second roman intitulé Perdu de vue  et en 2008 son troisième roman Jack Daniel Nick Oussama.  En 2010, il passe chez Flammarion et sort Le Parisien, son premier roman d'autofiction où il évoque la passion amoureuse puis en 2016 il publie Les tribulations d'Arthur Show, une comédie sur le milieu de l'art contemporain adapté au théâtre par l'acteur Grégory Montel.   
Son travail plastique a donné lieu a plusieurs éditions dont After en 2006 (Sternberg Press), Lelu by chez Onestar Press (2007), Roman (Nuke Editions, 2008), Dumb (Smal Paze, 2010).[réf. nécessaire]
Thomas Lélu a été le directeur artistique de la galerie Emmanuel Perrotin (2005-2007).[réf. nécessaire]
En 2011, il réalise un court métrage intitulé Nuts avec Michaël Abiteboul, Thierry Frémont et Élodie Navarre. Produit par De films en aiguille, la musique originale est confiée au musicien Rob. Deux ans plus tard, il réalise un second court métrage Kiss me if you can produit par Iconoclast, il met en scène les comédiens Jérémie Elkaïm et Lou Lesage.    
Thomas Lélu a réalisé plusieurs clips dont 78-2008 de Philippe Katerine (2008), Orders and degrees de Peter von Poehl avec Roxane Mesquida (2014) et All Stars de Martin Solveig (2016).
Le 15 octobre 2018 il inaugure sa première galerie, La Cité, au 14 cité Bergère dans le  9e arrondissement à Paris

## Expositions
Expositions personnelles
- 2002 : Manuel de la photo ratée, Galerie Porte-Avion, Marseille[1]
- 2006 : After, Jean-Max Colard / Thomas Lélu, Villa Arson (curated by Eric Mangion), Nice
- 2006 : Thomas Lélu : peintre, École Municipale des Beaux-Arts / Galerie Édouard Manet, Gennevilliers
- 2007 : It doesn't exist, Galerie Dominique Fiat, Paris[4]
- 2009 : Works with Kongo, Galerie Dominique Fiat, Paris[1]
- 2012 : Be the change you want to see", Galerie Nuke, Paris
- 2012 : It Could be worse, Galerie Vincent Sala, Paris / Berlin[1]
- 2013 : Whatever you want, Arcan Mellor (Londres)
- 2014 : Formes diverses, Galerie Vincenz Sala, Paris / Berlin
- 2016 : Overlaps, Galerie Outcasts Incorporated (Paris) & Hunting and Collecting (Bruxelles)

Expositions collectives
- 2003 : Littératures pirates, Galerie Éof, Paris
- 2004 : Pénélope attend Ulysse, Arthotèque de Caen (curated by Cneai)
- 2005 : J’en Rêve, Fondation Cartier, Paris (parrainé par l'artiste Claude Closky)[1]
- 2006 : Fiac, Galerie Dominique Fiat, Paris
- 2006 : Off Shore (Prix Ricard) Fondation Ricard, Capc, Attitudes, Mac (curated by Jean-Max Colard)
- 2007 : Enlarge your practice, La Friche La Belle de Mai, Marseille
- 2006 : Exposition de réouverture du Magasin, Grenoble
- 2007 : Œuvres encombrantes, Galerie G-P. & N. Vallois, Paris  (curated by Jean-Max Colard)
- 2007 : My 2007, Colette (Paris)
- 2007 : Enlarge your practice, La Friche La Belle de mai, Marseille (curated by Mathilde Villeneuve et Claire Moulène)
- 2007 : Playback, Musée d'art moderne de la ville de Paris. Performance avec Julien Doré (curated by Anne Dressen et Angeline Sherf)
- 2008 : Occupancy by more than 6 682 685 387 persons is dangerous and unlawful, Cosmic Galerie, Paris (curated by Pierre Bismuth)
- 2008 : After, Galerie des Multiples, Paris
- 2009 : Arts protects, Galerie Yvon Lambert, Paris
- 2010 : Space for Fantasy, Galerie des Galeries, Paris (curated by Audrey Mascina)
- 2010 : Seconde main, Musée d'art moderne de la ville de Paris (curated By Anne Dressen)
- 2012 : Who's afraid of red yellow and blue, Maison rouge, Paris
- 2012 : Only a part of, Galerie Vincenz Sala, Berlin
- 2016 : Foot Foraine, La Villette & Lille 3000 (curated by Jean-Max Colard)
- 2016 : Cause the grass don't grow and the sky ain't blue, Galerie Praz Delavallade, Paris

## Publications
Ouvrages d'art ou de photographie
- 2002 : Manuel de la photo ratée, Al Dante[2]
- 2004 : Récréations, Léo Scheer[5]
- 2005 : La Rumeur des espaces négatifs, Léo Scheer (Thomas Lélu & Laure Limongi)[6]
- 2006 : After, Villa Arson / Sternberg Press (Thomas Lélu & Jean-Max Colard) texte, Hans Ulrich Obrist
- 2007 : Lélu by, Onestar Press
- 2008 : Roman (Nuke Editions) avec Christophe Brunnquell
- 2010 : Dumb (Smal Paze) avec Viviane Sassen, Marie Hugo, Roger Ballen

Romans
- 2005 : Je m'appelle Jeanne Mass, Léo Scheer[7],[6]
- 2006 : Perdu de vue, Léo Scheer[8]
- 2008 : Jack Daniel, Nick Oussama, Léo Scheer
- 2009 : Le Parisien, Flammarion
- 2016 : Les Tribulations d'Arthur Show, Léo Scheer[9]

Nouvelles
- 2008 : 10 ans 10 auteurs 10 nouvelles, J'ai Lu (Nouvelle Génération) : Grégoire Bouillier, Arnaud Cathrine, Philippe Jaenada, Thomas Lélu, Simon Liberati, Valérie Mréjen, Vincent Ravalec, Nicolas Rey, Ann Scott, Florian Zeller
- 2008 : Remix 4, Hachette Littératures : François Bégaudeau, Régis Clinquart, Camille Laurens, Christian Authier, Éliette Abécassis, Michaël Sebban, Yan Céh, Jean-Claude Pirotte, Marc Solal, Faïza Guène, Olivier Pourriol, Serge Joncour, Christophe Paviot, Thomas Lélu, Philippe Djian
- 2008 : Bordel 9, spécial Basquiat, Stephane Million Éditeur
- 2009 : Disneyland, Flammarion : Ariel Kenig, Barbara Israël, David Abiker, Nicolas Bedos, Nicolas Rey, Pierre Stasse, Simonetta Greggio, Tania de Montaigne, Thomas Lélu